# Венёвская улица
Венёвская у́лица — улица в районе Южное Бутово Юго-Западного административного округа города Москвы. Расположена между улицами Поляны и Миргородской. Состоит из двух проезжих частей для движения в противоположных направлениях от улицы Поляны до Скобелевской улицы. Проезжие части разделены газоном до примыкания Скобелевской улицы.

## Название
Проектируемый проезд № 652 переименован в 1994 год в Венёвскую улицу в честь города Венёв Тульской области. Продлена 10 ноября 2020 года бывшим проектируемым проездом № 666.

## Расположение
Венёвская улица начинается от улицы Поляны и проходит далее вниз, к юго-востоку. Между домами № 7 и № 9 с нечётной стороны примыкает бульвар Адмирала Ушакова, напротив которого (на чётной стороне) расположена одноимённая станция Бутовской линии Московского метрополитена. С чётной стороны последовательно примыкают улица Адмирала Лазарева, Южнобутовская улица и Чечёрский проезд. Далее к востоку с нечётной стороны после дома № 27 примыкает Скобелевская улица с расположенной на ней одноимённой станцией метрополитена, после чего Венёвская улица заканчивается перекрёстком с Миргородской улицей. Далее Венёвскую улицу продолжает 1-й Миргородский переулок, упирающийся в платформу Бутово Курского направления Московско-Курского отделения Московской железной дороги.

## Перспективы
Планируется соединение Венёвской улицы со 2-й Мелитопольской улицей после строительства искусственного сооружения через железнодорожные пути Курского направления. Начата разработка проектной документации, предполагается завершить работы в 2023 году.

## Здания и сооружения
По нечётной стороне:
- № 1 — жилой дом (1994, серия П-44, 14 этажей)
- № 3А — почтовое отделение 117042
- № 5 — жилой дом (1993, серия П-44, секции из 10 и 14 этажей)
- № 7, 9, 15, 19 — жилые дома (1994, серия П-44, 17 этажей)
- № 11 — детский сад № 2308
- № 13 — детский сад № 2309
- № 21, 23, 25 — жилые дома (1994, серия П-44, 10 этажей)
- № 27 — поликлиника № 99
- № 29 — жилой дом (1997, серия П-46М, 4 этажа)

По чётной стороне:
- № 2А — диспетчерский пункт конечной станции «2-й микрорайон Южного Бутово» (ГУП «Мосгортранс»)
- № 4 — Торговый центр «Южное Бутово»
- № 6 — Торговый центр «Витте Молл»
- № 10 — жилой дом (1995, серия П-44, 10 этажей)

## Транспорт

### Метро
- Станция метро  Бульвар Адмирала Ушакова — середина улицы

### Автобус
- Автобусное сообщение в двух направлениях по всей длине улицы

#### Автобусные остановки
Чётная сторона:
- 2-й микрорайон Южного Бутова: Н8 С1 С916 С936 С953 146 146 293 523 523К 877 895 902 917 931 967
- 3-й микрорайон Южного Бутова: С1 С936 С953 293 877
- Венёвская улица, 23 (прежние названия: 3-й микрорайон Южного Бутова, Поликлиника № 99): С1 С936 С953 146 293 877
- Венёвская улица: С1 С936 С953 146 293 877
- 1-й Миргородский переулок: С936 С936 293 523

Упразднена остановка Бульвар Адмирала Ушакова между остановками 2-й микрорайон Южного Бутова и 3-й микрорайон Южного Бутова
Нечётная сторона:
- 1-й Миргородский переулок: С936 С936 293 523
- Венёвская улица: С1 С936 С953 146 293 877
- Венёвская улица, 23 (прежние названия: 3-й микрорайон Южного Бутова, Поликлиника № 99): С1 С936 С953 146 293 877
- 3-й микрорайон Южного Бутова: С1 293
- Бульвар Адмирала Ушакова: Н8 С1 С916 С936 С953 146 293 523 523К 877 902 917 931 967
- 2-й микрорайон Южного Бутова: Н8 С1С916 С936 С953 146 146 293 523 523К 877 895 917 902 931 967

#### Автобусные маршруты
- Н8: прямой — от улицы Поляны до Южнобутовской улицы; обратный — от Южнобутовской улицы до улицы Поляны
- С1: прямой — от улицы Поляны до Скобелевской улицы, от бульвара Адмирала Ушакова до Южнобутовской улицы (остановок нет); обратный — от улицы Адмирала Лазарева до бульвара Адмирала Ушакова (остановок нет), от Скобелевской улицы до улицы Поляны
- С916: прямой — от улицы Поляны до Южнобутовской улицы; обратный — от улицы Адмирала Лазарева до улицы Поляны
- С936: прямой — от улицы Поляны до бульвара Адмирала Ушакова, от Скобелевской улицы до Миргородской улицы, разворот у МЦД Бутово, от Миргородской улицы до Южнобутовской улицы; обратный 3— от улицы Адмирала Лазарева, до Миргородской улицы, разворот у МЦД Бутово, от Миргородской улицы до Скобелевской улицы, от бульвара Адмирала Ушакова до улицы Поляны
- С953: прямой — от улицы Поляны до бульвара Адмирала Ушакова, от улицы Адмирала Лазарева до Скобелевской улицы; обратный — от Скобелевской улицы до Южнобутовской улицы, от бульвара Адмирала Ушакова до улицы Поляны
- 146: прямой — от улицы Поляны до Южнобутовской улицы, от Чечёрского проезда до Скобелевской улицы, от улицы Поляны до бульвара Адмирала Ушакова; обратный — от Скобелевской улицы до Чечёрского проезда, от улицы Адмирала Лазарева до улицы Поляны, от бульвара Адмирала Ушакова до улицы Поляны
- 293: прямой — от улицы Адмирала Лазарева до улицы Поляны, разворот, от улицы Поляны до Миргородской улицы; обратный — от Миргородской улицы до улицы Поляны, разворот, от улицы Поляны до Южнобутовской улицы. Таким образом проходит по всей улице
- 523: прямой — от улицы Поляны до бульвара Адмирала Ушакова, от Скобелевской улицы до Миргородской улицы; обратный — от Миргородской улицы до Скобелевской улицы, от бульвара Адмирала Ушакова до улицы Поляны
- 523К: прямой — от улицы Поляны до бульвара Адмирала Ушакова, от Скобелевской улицы до Миргородской улицы; обратный — от Миргородской улицы до Скобелевской улицы, от бульвара Адмирала Ушакова до улицы Поляны
- 877: прямой — от улицы Адмирала Лазарева до Скобелевской улицы, улицы Поляны до бульвара Адмирала Ушакова; обратный — от Скобелевской улицы до Южнобутовской улицы, от бульвара Адмирала Ушакова до улицы Поляны
- 895: прямой — от улицы Поляны до Южнобутовской улицы; обратный — от улицы Адмирала Лазарева до улицы Поляны
- 902: прямой — от улицы Поляны до улицы Адмирала Лазарева улицы; обратный — от улицы Адмирала Лазарева до улицы Поляны
- 917: прямой — от улицы Поляны до Южнобутовской улицы; обратный — от улицы Адмирала Лазарева до улицы Поляны
- 931: прямой — от улицы Поляны до улицы Адмирала Лазарева; обратный — от улицы Адмирала Лазарева до улицы Поляны; без пассажиров (круг): прямой — :от улицы Поляны до улицы Адмирала Лазарева
- 967: прямой — от улицы Поляны до Южнобутовской улицы; от от улицы Адмирала Лазарева до улицы Поляны

## Интересное
В Москве существует ещё одна Венёвская улица: Троицкий административный округ, район Вороново, деревня Семёнково.